# II. Celesztin pápa
II. Celesztin (Città di Castello, 1100/1085 körül – Róma, 1144. március 8.) néven uralkodott a római katolikus egyház 165. pápája. 
Eredetileg Guido di Castellano néven született Toszkána egyik befolyásos családjában.  Pierre Abélard tanítványa és barátja volt. II. Honoriusz pápa 1128-ban bíborossá nevezte ki. 1131-ben Kölnben és Aachenban, 1137-ben Salernóban, 1140-ben Franciaországban lett pápai követ. Akkoriban a Laterán és VII. Lajos francia király viszonya elhidegült, ugyanis az uralkodó nem akarta elismerni a Bourges-i egyházmegye élére megválasztott érseket. II. Ince pápa a második lateráni egyetemes zsinat értelmében elítélte Lajost, és a további tárgyalások értelmetlensége miatt interdiktum alá helyezte Lajos országát.
Guido a pápa legközelebbi tanácsadóinak egyike volt, és ebben a minőségében feltehetőleg részt vett a pápa találkozóin VII. Lajossal, I. Henrik angol királlyal és III. Lothár német-római császárral. Guido levelezésben állt kora meghatározó egyéniségei közül Clairvaux-i Szent Bernáttal, Gerhoh von Reichenberggel és Petrus Venerabilisszel.
Amikor 1143-ban Ince örök nyugalomra tért, a pápaválasztó kollégium szeptember 26-án egyhangúlag Guidót tette meg az egyház fejévé. Guido felvette a II. Celesztin uralkodói nevet. Feloldotta a Franciaországot sújtó interdiktumot, ugyanis a Pápai Állam déli határainál II. Roger szicíliai király támadásra készült, és a pápának szüksége volt VII. Lajos támogatására. Mivel Roger Szicilía uralkodójaként a római egyház hűbérese volt, Celesztin felülvizsgálta Roger legitimitását, de II. Ince után kénytelen volt ő is elismerni. Rövid hivatalviselés után 1144. március 8-án hunyt el, testét a lateráni bazilikában helyezték örök nyugalomra.

## Művei
- Documenta Catholica Omnia (latin nyelven). (Hozzáférés: 2011. december 6.)